# أوثيرين لوسي
أوثيرين خوانيتا لوسي (مواليد 5 أكتوبر، 1929) هي ناشطة أمريكية كانت أول طالبة أمريكية من أصل أفريقي تلتحق بجامعة ألاباما في عام 1956. أدلى طردها من الجامعة لاحقًا ذلك العام إلى استقالة رئيس الجامعة أوليفر كارمايكل. لاحقًا بعد سنوات، قبلتها الجامعة كطالبة دراسات عليا وفي عام 2010 نُصب برج ساعة على شرفها.

## بداية حياتها
ولدت لوسي في شيلو، ألاباما. كان والدها ميلتون كورنيليوس لوسي ووالدتها ميني مود هوسي يعملان مزارعين؛ وكانت أصغر طفل في عائلتها المؤلفة من خمسة أبناء وأربع بنات. كانت العائلة تمتلك أرضًا مساحتها 110 فدان وتزرعها، وعمل والد لوسي أيضًا في الحدادة وصنع السلال ومقابض الفؤوس لدعم دخلهم. بعد التحاقها بمدرسة عامة في شيلو حتى الصف العاشر، التحقت بأكاديمية ليندن في ليندن، ألاباما. تخرجت في عام 1947، وواصلت دراستها لتلتحق بجامعة سيلما في سيلما مدة عامين، وبعد ذلك درست في كلية بلاك مايز التاريخية في فيرفيلد. تخرجت من مايلز بدرجة بكلوريوس في اللغة الإنجليزية في عام 1952.

## إلغاء الفصل العنصري في جامعة ألاباما
في سبتمبر 1952، تقدمت بطلب دراسة إلى جامعة ألاباما مع صديقتها، بولي مايرز، ناشطة في الحقوق المدنية تعمل مع الجمعية الوطنية للنهوض بالملونين. قالت لوسي لاحقًا أنها كانت تريد الحصول على شهادة جامعية ثانية، ليس لأسباب سياسية إنما للحصول على أفضل تعليم ممكن في الولاية. على الرغم من قبولهما، فقد ألغي القبول عندما اكتشفت السلطات أنهن لم تكن من ذوات البشرة البيضاء. اتهمت كل من لوسي ومايرز الجامعة بالتمييز العنصري العرقي في قضية استغرقت نحو ثلاث سنوات لحلها، وذلك بدعم من الجمعية الوطنية للنهوض بالملونين. عملت لوسي في أثناء انتظار حلها معلمة لغة إنجليزية في قرطاج، ميسيسيبي، وسكرتيرة في شركة تأمين.
حصلت الجمعية الوطني للنهوض بالملونين بتاريخ 29 يونيو، 1955، على أمر من المحكمة يمنع الجامعة من رفض طلبات قبول لوسي ومايرز (التي كانت قد تزوجت وأصبحت في حينها معروفة باسم بولي مايرز هادسون) بناءً على عرقهم. قبلت الجامعة لوسي أخيرًا ولكنها رفضت هادسون على خلفية أنها حملت بطفل قبل الزواج مما يجعلها طالبة غير ملائمة. على الرغم من أن لوسي قُبلت رسميًا، لكنها كانت مع ذلك ممنوعة من جميع المهاجع وقاعات الطعام. بعد عدة أيام، عدلت المحكمة الأمر لينطبق على جميع الأمريكيين من أصل أفريقي الذي يسعون للحصول على القبول. قال مصدران على الأقل إن مجلس الإدارة كان يأمل أن القبول لن يعني كثيرًا للوسي بدون هدسون، التي كانت الأكثر انفتاحًا وثقة بينهما والتي كانت في الأصل صاحبة فكرة التسجيل في جامعة ألاباما، وأنها ستقرر عدم الالتحاق طواعية. لكن هادسون وآخرين شجعوها بشدة، وبتاريخ 3 فبراير، 1956، سجلت لوسي كطالبة دراسات عليا في علوم المكتبات، لتصبح أول أمريكية من أصل أفريقي يتم قبولها في مدرسة أو جامعة عامة لذوي البشرة البيضاء في الولاية.
حضرت لوسي فصلها الدراسي الأول في يوم الجمعة، 3 فبراير، 1956. اندلعت أعمال الشغب في الحرم الجامعي يوم الاثنين، 6 فبراير، 1956، وقام حشد من أكثر من ألف رجل برشق السيارة التي كانت بداخلها عميدة النساء تقود لوسي بين الصفوف الدراسية. تعرضت حياتها للتهديد ورُمي منزل رئيس الجامعة بالحجارة. استدعيت الشرطة لتأمين وصولها. كانت أعمال الشغب تلك في الجامعة حتى حينها هي أعنف مظاهرة مناهضة للاندماج بعد قرار براون. بعد أعمال الشغب، حرمت الجامعة لوسي من الذهاب لأن سلامتها كانت مصدر قلق.
عرفت لوسي ووصفت بأنها «مهندسة إلغاء الفصل العنصري في أنظمة التعليم في ألاباما». ساعد ثروغود مارشال في الفوز بقضية إلغاء الفصل العنصري المعروفة في عام 1954، براون ضد مجلس التعليم. نص قرار براون على أن الفصل العنصري في المدارس العامة كان غير دستوري (غير قانوني). كان لدى ثروغود مارشال ثقة كبيرة بأن المحكمة العليا إن قررت شيئًا ما، فإن باقي البلاد ستتبع قرارها. ساعد محامو لوسي إلى جانب الجمعية الوطنية للنهوض بالملونين، ومن ضمنهم آرثر شورز ومارشال في تشكيل دعوى قضائية ضد الجامعة لأنهم اعتقدوا أن الكلية ساعدت الحشود البيض من خلال عدم توفيرها الحماية لها ومنع لوسي من الحضور إلى الصفوف. شاركت بدعم من الجمعية الوطنية للنهوض بالملونين ومن ضمنهم ثورغود مارشال، الذي كان أحد محاميها، في سلسلة من الإجراءات القانونية التي دامت منذ عام 1953 حتى عام 1955.

في الحين الذي شعرت فيه لوسي بالهزيمة كونها طردت وخسرت قضية المحكمة، فكر مارشال الذي أصبح أول قاضٍ أمريكي من أصل أفريقي في المحكمة العليا في عام 1967، بشكل مختلف. قال في رسالة منه إلى لوسي:
«مهما حدث في المستقبل، تذكري أنه بالنسبة لجميع المعنيين فإن مساهمتك قد ساعدت في تحقيق العدالة المتساوية لجميع الأمريكيين، وأنك فعلتي كل ما في وسعك لتحقيق ذلك».
وجهت لوسي مع الجمعية الوطنية للنهوض بالملونين تهم ازدراء المحكمة إلى الأمناء ورئيس الجامعة؛ وضد عميدة النساء بسبب منعها لها من دخول قاعة الطعام والمهاجع، وضد أربعة رجال آخرين (ليس لهم علاقة بالجامعة) لمشاركتهم في أعمال الشغب. بتاريخ 29 فبراير، أمرت المحكمة الفيدرالية في بريمينغهام بإعادة لوسي إلى مكانها وأنه يجب على الجامعة اتخاذ التدابير المناسبة لحمايتها. فصلها أمناء الجامعة بعد ذلك بشكل دائم على أساس تفصيل مختلق بشكل مستعجل. استخدمت الجامعة قضية المحكمة كمبرر لطردها الدائم، مدعية أن لوسي شوهت سمعة الجامعة ولم يعد بإمكانهم قبولها كطالبة.
لم تطعن الجمعية الوطنية للنهوض بالملونين هذا القرار، حيث شعرت أن اتخاذ مزيد من الإجراءات القانونية سيكون بلا فائدة. أذعنت لوسي للقرار.
في أبريل عام 1956، في دالاس، تزوجت لوسي من هيو فوستر، طالب لاهوت (ووزير لاحقًا) كانت قد التقته في كلية مايلز. بقيت لعدة أشهر بعدها مدافعة عن الحقوق المدنية، وألقت خطابات في اجتماعات الجمعية الوطنية للنهوض بالملونين في أنحاء البلاد. بحلول نهاية العام، توقفت مشاركتها النشطة في حركة الحقوق المدنية.
استقال الرئيس أوليفر كارمايكل نتيجةً لمعارضة الأمناء قبول لوسي.